# Adenopterus caledonicus
Adenopterus caledonicus is een rechtvleugelig insect uit de familie krekels (Gryllidae). De wetenschappelijke naam van deze soort is voor het eerst geldig gepubliceerd in 1987 door Otte.